# Prevenció de riscos laborals
La prevenció de riscos laborals és el conjunt d'activitats o mesures adoptades o previstes en totes les fases productives d'una empresa amb la finalitat d'evitar o disminuir riscos per a la salut derivats del treball incrementant la seguretat i salut laboral. El seu objectiu és aconseguir el major control possible dels riscos que es generen a l'empresa, entenent per risc aquelles que poden suposar pèrdues humanes i materials, i la gestió dels mateixos, tant en funció de l'administració pública com de l'empresa privada.
Des de 1950, l'Organització Internacional del Treball (OIT) i l'Organització Mundial de la Salut (OMS) han compartit una definició comuna de salut laboral. Aquesta definició va ser revisada en la dotzena reunió, celebrada el 1995. La definició diu: «l'activitat dirigida a protegir els treballadors davant els riscos físics i mentals que la seva ocupació pot comportar, mitjançant l'adopció del treball a la persona i de cada persona al seu treball.»

## Normativa espanyola
La Llei 31/1995 és la normativa bàsica en matèria de riscos laborals a Espanya entrà en vigor l'onze de febrer de 1996 essent fruit de la transposició d'una directiva europea de 1989 que harmonitzava els mínims a complir per tots els estats membres de la Unió Europea. Aquesta llei fou modificada parcialment el 2003 per la Llei 54/2003 Aquesta llei fou desenvolupada reglamentàriament en diversos reials decrets: 
- RD 485/1997, sobre disposicions mínimes en matèria de senyalització de seguretat i salut en el treball[3]
- RD 773/1997 sobre equips de protecció individual (EPI)[4]
- RD 486/1997, de disposicions mínimes de seguretat i salud als llocs de treball.[5]
- RD 1215/1997, sobre la utilització segura d'equips de treball.[6]
- RD 1627/1997 de seguretat i salut a les obres de construcció;[7]
- RD 171/2004 de coordinació d'activitats empresarials, CAE;[8] que complementa les disposicions establertes a la Llei 54/2003.

### Llei 31/1995
Al final de la seva etapa del govern socialista de Felipe González va promoure i aprovar una llei en matèria de riscos laborals. La materialització de la mateixa fou la 31/1995 de 8 de novembre que ha estat posteriorment modificada de forma parcial per la llei 54/2003 de 12 de desembre i que transposava tres anys fora de termini la directiva europea 89/391/CEE.
De totes maneres, el cos bàsic de garanties i responsabilitats per a establir un adequat nivell de protecció de salut dels treballadors davant els riscos derivats de les condicions de treball segueix sent la llei 31/1995.
- Objectiu de la llei:[9]
  - La llei pretén impulsar la integració de la prevenció dels riscos laborals a tots els nivells de l'empresa, incloent les administracions públiques.

- Principis de l'acció preventiva (Article 15)[9]
  - Evitar riscos.
  - Avaluar riscos que no s'hagin pogut evitar.
  - Combatre els riscos en el seu origen.
  - Adaptar el treball a la persona.
  - Tenir en compte l'evolució de la tècnica.
  - Substituir el que és perillós pel que comporta poc o cap perill.
  - Planificar la prevenció.
  - Adoptar mesures que anteposin la protecció col·lectiva a la individual.
  - Donar les instruccions que calgui als treballadors.

- Avaluació de riscos:L'acció preventiva s'inicia amb una avaluació inicial dels riscos per a la seguretat i la salut dels treballadors, la qual es farà amb caràcter general, tenint en compte la naturalesa de l'activitat, i amb relació a aquells treballadors que estiguin exposats a riscos especials.

- Vigilància de salut: Segons marca l'article 22[9] la llei regula específicament la vigilància de la salut i la vincula als riscos inherents al treball.

- Serveis de prevenció: L'acció preventiva de riscos laborals comporta l'obligació d'estructurar aquesta acció a través:
  - Del mateix empresari.
  - De l'actuació d'un o més treballadors de l'empresa específicament designats per a aquesta funció.
  - De la constitució d'un servei de prevenció definit com el conjunt de mitjans humans de caràcter interdisciplinari, i materials necessaris per realitzar les activitats preventives, amb funcions d'assessorament i assistència a l'empresari, als treballadors i als seus representants.
  - De l'externalització del servei de prevenció.

- Consulta i participació dels treballadors
  - La llei regula[9] els drets de consulta i participació dels treballadors en els temes que afecten a aquesta matèria. El dret de participació s'exercirà a les administracions públiques amb les adaptacions previstes a la llei, en el marc del principi bàsic de participació d'empresaris i treballadors en la planificació, programació, organització i control de la gestió relacionada amb la millora de condicions de treball i la protecció de la seguretat i salut dels treballadors en el treball. La llei 31/1995 atribueix als delegats de prevenció,[9] elegits per entre els representants del personal, l'exercici de les funcions especialitzades en matèria de prevenció de riscos en el treball, atorgant-los les competències, facultats i garanties necessàries.

### Llei 54/2003 de 12 de desembre, de reforma del marc normatiu de la prevenció de riscos laborals
La llei 31/1995 fou modificada, durant l'última legislatura del govern de José María Aznar, en alguns aspectes afegint alguns articles sobre infraccions i sancions en l'ordre social. Els aspectes més rellevants són:
- Establiment d'un termini de sis mesos per formalitzar per escrit el Pla de prevenció de Riscos Laborals.
- Determinació de la presència obligatòria de recursos preventius (inclosos els tècnics de prevenció) a les empreses en certs supòsits:
  - Quan els riscos puguin agreujar-se o modificar-se.
  - Quan hi hagi una norma que consideri les activitats o processos com a perillosos o amb riscos especials.
  - Quan ho determini la inspecció de treball.
- Reforçament de la vigilància i el control amb l'habilitació de funcionaris públics de les Comunitats Autònomes per donar suport a la Inspecció de Treball.
- Determinació que els representants dels treballadors al Comitè de Seguretat i salut participin en l'elaboració dels plans i programes preventius de les entitats.

Igualment introdueix una sèrie de modificacions a nivell d'infraccions greus.

### Desenvolupament reglamentari
El desenvolupament reglamentari efectuat pel govern, radica en la llei 31/1995 amb l'aprovació del Reial Decret 39/1997 de 17 de gener i el Reial decret 780/1998 de 30 d'abril que modificava l'anterior.
Les normes més rellevants d'aquestes disposicions són:
- Servei de prevenció: L'empresari ha de constituir un servei de prevenció propi quan es tracti d'una empresa amb més de 500 treballadors, mentre que quan no sigui absorbides per aquest servei, si s'escau, s'hauran d'externalitzar. El servei de prevenció propi ha de comptar com a mínim amb dues especialitats en disciplines preventives, encara que siguin exercides per la mateixa persona quan tiuilacapaciaciómínima exigida.

## Normativa de la Generalitat de Catalunya
Com la competència en prevenció de riscos laborals recau en l'estat la Generalitat de Catalunya tan sols pot legislar en relació als seus treballadors.

### Decret 312/1998 d'1 de desembre
Les normes específiques del decret són i atorga les competències en la matèria a la Direcció General de la Funció Pública:
- Creació dels serveis de prevenció dins de la Generalitat de Catalunya
- Organització i mitjans dels serveis de prevenció: 
  - Els serveis de prevenció han de prestar, com a mínim, dues de les especialitats o disciplines preventives: medicina del treball, seguretat en el treball, higiene industrial, ergonomia i psicosociologia aplicada (Article 2).[14]
  - Les activitats preventives que els serveis de prevenció propis no assumeixen s'hauran d'externalitzar.
  - Es poden constituir serveis de prevenció de manera conjunta entre els departament de la Generalitat i entre aquests i els seus organismes públics.
- Control dels serveis de prevenció
  - Es realitzaran auditories que realitzaran empleats públics amb la deguda formació.
- Delegació de competències a la Direcció General de Funció Pública

#### Comissió de coordinació de Prevenció de Riscos Laborals
El decret, en el seu article 5, també crea la Comissió de Coordinació de Prevenció de Riscos Laborals com a òrgan d'assessorament i consulta en matèria de prevenció de riscos laborals.
Aquesta Comissió està integrada per un representant de la Direcció General de la Funció Pública i per un de cadascun dels departaments de l'Administració de la Generalitat, llevat dels departaments de Treball i del de Sanitat i Seguretat Social que en tindran dos. El president de la Comissió és el director general de la Funció Pública, que podrà delegar en un funcionari de la Direcció General.
Les funcions específiques de la Comissió de Coordinació de Prevenció de Riscos Laborals:
- Prestar l'assessorament necessari per millorar el compliment de la normativa sobre prevenció de riscos laborals i, si escau, emetre informe en relació amb les normes i les disposicions de caràcter general en matèria de prevenció de riscos laborals.
- Proposar mesures per millorar la seguretat i la salut en el treball i promoure iniciatives sobre mètodes i procediments per a la prevenció efectiva dels riscos.
- Promoure activitats de formació, informació, investigació, estudi i divulgació en matèria de prevenció de riscos laborals.
- Conèixer la documentació i els informes que sobre les activitats dels serveis de prevenció s'emetin en les auditories a què fa referència l'article 3 d'aquest Decret.
- Informar sobre les consultes que se li formulin en matèria de prevenció de riscos laborals.
- La Comissió de Coordinació de Prevenció de Riscos Laborals establirà les seves normes d'organització i funcionament.

### Pacte sobre drets de participació dels empleats públics de la Generalitat de Catalunya
El 28 de juliol de 2005 es signa el pacte i la posterior resolució pel qual s'ha dut a terme l'adaptació del dret a l'exercici de participació i representació dels treballadors, tenint en compte les diversitats de les activitats que es duen a terme i amb l'adequació a la llei de prevenció de riscos laborals.